# Ananio
Ananio (in greco antico: Ἀνάνιος?, Anánios; ... – VI secolo a.C.) è stato un poeta greco antico.

## Biografia
Di lui non si sa quasi niente ma è menzionato, con Ipponatte, come possibile inventore del coliambo (trimetro giambico scazonte). La menzione congiunta al poeta di Efeso consente, comunque, quantomeno di situarlo nello stesso tornio di tempo, ovvero alla metà del VI secolo a.C.

## Opere
Gli antichi ci tramandano 6 frammenti di Ananio, per un totale di 18 versi totali. Notevole fonte per la conoscenza di tali frammenti è Ateneo, che lo cita più volte, trasmettendone, in un caso, ben 9 versi, ossia la metà di quelli conservati, in tetrametri trocaici.
Nei brani che ci restano, la tematica non si discosta molto da quella giambica tradizionaleː si va dai brani di tipo moralistico all'elemento gastronomico alla preghiera parodica che ricorda quella a Ermes di Ipponatte:
o a Nasso, o a Mileto, o a Claro santa,

oh, vieni a questa festaǃ Oppure vuoi

viaggiare per la Scizia tutta quanta?»
(Ananio, Fr. 1 W. - trad. A. D'Andria)
Tuttavia, la concordanza di temi con Ipponatte, oltre che la forma metrica, ha fatto pensare che l'opera di Ananio, certamente periferica rispetto al canonone dei giambografi, circolasse unita a quella del poeta di Efeso, causando anche negli antichi che ne citano i brani dubbi sull'attribuzione ad uno o all'altro.